# Hockeyanlage im Olympiapark München

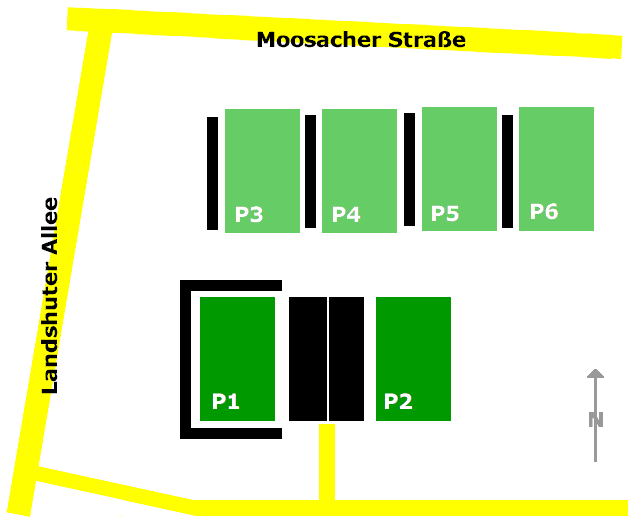
Skizze der Hockeyanlage

Die temporäre Hockeyanlage der Olympischen Spiele in München lag am nördlichen Rand des Olympiaparks im Dreieck Landshuter Allee und Moosacher Straße. Sie bestand aus dem Hauptstadion mit 10.000 Plätzen, einem Nebenstadion mit 5.000 Plätzen und vier Trainingsfeldern mit weiteren Zuschauerplätzen. Alle sechs Plätze hatten, wie damals üblich, Naturrasen.
Das Gelände ist Teil der Zentralen Hochschulsportanlage. Östlich der Anlage schloss sich das Olympische Dorf der Männer an. Die Tribünen wurden nach den Olympischen Spielen entfernt, das Gelände ist zurzeit weitgehend ungenutzt. Im Norden trainieren die München Caribes.